# Tetragnatha franganilloi
Tetragnatha franganilloi là một loài nhện trong họ Tetragnathidae.
Loài này thuộc chi Tetragnatha. Tetragnatha franganilloi được miêu tả năm 1983 bởi Brignoli.